# Pro-Mark
La Pro-Mark è una azienda di bacchette per batteria ma anche per altri strumenti a percussione.
Venne fondata a Houston (Texas), nel 1957 da Herb Brochstein, (insegnante di percussioni e titolare di un negozio di percussioni), che ne fu il proprietario per 56 anni. Nel 2013, tutta l'azienda fu acquistata dalla D'Addario.

## Bacchette
Le Bacchette Pro-Mark sono disponibili in :
- Cinque taglie

1. S (7A)
2. M (5A)
3. L (5B)
4. XL (2B)
5. XXL (3S)

- Tre tipologie di legno

1. Noce americano
2. Quercia giapponese Shira Kashi
3. Acero

- Tre tipi di finiture

1. Lacquer (Noce, Quercia, Acero)
Leggermente laccate.
2. Natural (Noce)
Prive di finitura.
3. Pro-Grip (Noce)
Con una finitura "collosa" sul manico.
- Due tipi di punta

1. Legno (Noce, Quercia, Acero)
2. Nylon (Noce, Quercia)

## Endorser
- Chris Adler
- Tommy Aldridge
- Mike Clark
- Phil Collins
- Giampaolo Conchedda
- Tullio De Piscopo
- Franz Di Cioccio
- Steve Ferrone
- Benny Greb
- Elvin Jones
- Joey Jordison
- Nick Mason
- Ian Paice
- Carl Palmer
- Neil Peart
- Simon Phillips
- Mike Portnoy
- Roger Taylor
- Paul Wertico